# Druivenkoers 2010
La Druivenkoers 2010, cinquantesima edizione della corsa, valida come evento dell'UCI Europe Tour 2010 categoria 1.1, si svolse il 25 agosto 2010 su un percorso di 198,4 km. Fu vinta dal belga Björn Leukemans, che terminò la gara in 4h34'52" alla media di 43,308 km/h.
Dei 179 ciclisti alla partenza furono 78 a portare a termine il percorso.

## Ordine d'arrivo (Top 10)
| Pos. | Corridore          | Squadra         | Tempo    |
| ---- | ------------------ | --------------- | -------- |
| 1    | Björn Leukemans    | Vacansoleil     | 4h34'52" |
| 2    | Marco Marcato      | Vacansoleil     | a 4"     |
| 3    | Preben Van Hecke   | Topsport Vl.    | a 5"     |
| 4    | Johnny Hoogerland  | Vacansoleil     | a 1'33"  |
| 5    | Benjamin Gourgue   | Landbouwkrediet | a 1'35"  |
| 6    | Davy Commeyne      | Landbouwkrediet | a 1'53"  |
| 7    | Frederik Veuchelen | Skil            | s.t.     |
| 8    | Roy Hegreberg      | Vacansoleil     | s.t.     |
| 9    | Enrico Franzoi     | Bkcp            | s.t.     |
| 10   | Kristof Vandewalle | Topsport Vl.    | a 2'26"  |